# Sermitsiaq
Sermitsiaq es un periódico semanal de Groenlandia. El nombre deriva de la montaña Sermitsiaq, en Nuuk.

## Historia
El periódico fue publicado por primera vez el 21 de mayo de 1958 como una revista local de Nuuk en idioma groenlandés. La revista tenía como objetivo ser una alternativa a la revista en danés Mikken, que cerró el 22 de noviembre de ese mismo año, una semana más tarde de que Sermitsiaq comenzara a publicarse como un periódico bilingüe.
Sermitsiaq fue una revista local de la capital groenlandesa hasta 1980, cuando el periódico comenzó a publicarse para toda Groenlandia. El periódico se convirtió en una revista más política, ya que la autonomía entró en vigor el año anterior.

## Publicación
El periódico se publica cada viernes.